# ژیرایر آلتونیان
ژیرایر تاتولی آلتونیان (ارمنی: Ժիրայր Թաթուլի Ալթունյան؛  ۲۳ اوت ۱۹۴۶ – ۱۵ ژوئیهٔ ۲۰۲۰) یک رهبر گروه کر و رهبر ارکستر اهل ارمنستان بود. وی بین سال‌های - تا - میلادی فعالیت می‌کرد.

## زندگی‌نامه
وی در ۲۳ اوت ۱۹۴۶ در ایروان به دنیا آمد و از کنسرواتوار دولتی کومیتاس ایروان فارغ‌التحصیل شد. انجمن موسیقی ارمنستان و گروه دولتی موسیقی و رقص تاتول آلتونیان ارمنستان فعالیت می‌کرد. وی همچنین برندهٔ جوایزی همچون چهره هنری شایسته جمهوری ارمنستان شده است.  وی در ۱۵ ژوئیهٔ ۲۰۲۰ در سن ۷۳ سالگی در ایروان درگذشت. 